# マンサネーダ

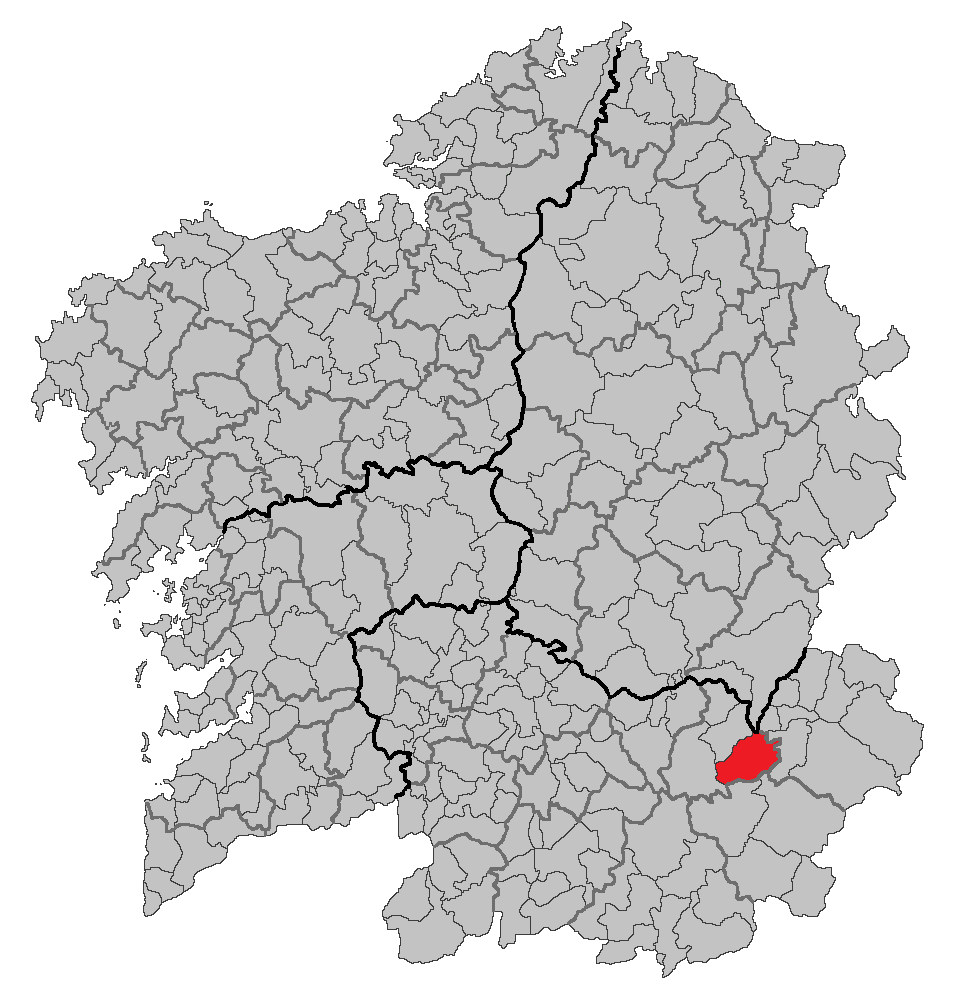

マンサネーダ（Manzaneda）はスペイン、ガリシア州、オウレンセ県の自治体で、コマルカ・ダ・テーラ・デ・トリーベス、そしてリベイラ・サクラ地域に属する。ガリシア統計局によると、2009年の人口は1,028人（2004年：1,150人）。住民呼称は、規範では認められていないが、男女同形のmanzanedenseが使われる。
ガリシア語話者の自治体人口に占める割合は98.00％（2001年）。

## 地理
マンサネーダはオウレンセ県の東部に位置し、コマルカ・ダ・テーラ・デ・トリーベスに属する。隣接する自治体は、北がキローガ（ルーゴ県）とラロウコ、北から西にかけてがア・ポブラ・デ・トリーベス、東がオ・ボーロ、南がビアナ・ド・ボーロとビラリーニョ・デ・コンソ、西がチャンドレーシャ・デ・ケイシャである。自治体中心地区はマンサネーダ教区のマンサネーダ地区。

### 人口
| マンサネーダの人口推移 1900－2010                       |
|                                                         |
| 出典:INE（スペイン国立統計局）1900年 - 1991年、1996年 - |

## 政治
自治体首長はガリシア民族主義ブロック（BNG）のダビ・ロドリゲス・エステベス（David Rodríguez Estévez）、自治体評議員はガリシア国民党（PPdeG）：4、ガリシア民族主義ブロック：3、ガリシア社会党（PSdeG-PSOE）：2となっている（2007年の自治体選挙の結果、得票順）。

## 教区
マンサネーダは10の教区に分けられる。太字は自治体中心地区のある教区。
- セルナード（サンタ・マリーア）
- セスーリス（サンタ・マリーア）
- マンサネーダ（サン・マルティーニョ）
- パラデーラ（サント・アントーニオ）
- プラシン（サンティアーゴ）
- レイガーダ（サンタ・マリーア・マダレーナ）
- レケイショ（サン・バルトロメウ）
- サン・マルティーニョ・デ・マンサネーダ（サン・マルティーニョ）
- サン・ミゲル・デ・ビドゥエイラ（サン・ミゲル）
- ソウティペドレ（サン・マルコス）

## 出身著名人
- アドルフォ・ドミンゲス（Adolfo Domínguez）（1950 -）-　ファッションデザイナー。